# Буччироссо, Карло
Карло Буччироссо (итал. Carlo Buccirosso; род. 1 мая 1954, Милан, Италия) — итальянский актёр, театральный режиссёр
 и комик.

## Биография
Родился 1 мая 1954 года в Милане, Италия. В кино он дебютировал в конце 1980-х годов. Часто играл роли в фильмах режиссёра Карло Ванцина, а также в телефильме «Vip» (2008 год), в стереотипном амплуа типичного неаполитанца, выходца из среднего или низшего классов юга Италии.
В 2008 году снялся в фильме Паоло Соррентино «Изумительный», посвященном легендарному премьер-министру Италии Джулио Андреотти, роль которого воплотил Тони Сервилло. За роль Паоло Чирин Помичино в этой ленте актер был номинирован на получение итальянской национальной кинопремии «Давид ди Донателло» в категории «Лучшая мужская роль второго плана». В 2013 году актер во второй раз сотрудничал с Соррентино, сыграв в его картине «Великая красота» роль второго плана — Лелло.
В 2015 году за роль в фильме «Джулия и мы» режиссера Эдоардо Лео Карло Буччироссо получил премии «Давид ди Донателло» и премию «Серебряная лента» Итальянского национального синдиката киножурналистов как лучший актер второго плана.
В 2017 году Карло Буччироссо воплотил образ дона Винченцо в музыкальной криминальной комедии братьев Манетти «Любовь и пуля». На 74-м Венецианском международном кинофестивале в составе актерского ансамбля Буччироссо получил Премию Пазинетти. В 2018 году за роль в этом фильма он был номинирован как лучший актер второго плана на премию «Давид ди Донателло».
Кроме работы в кино Карло Буччироссо играет также на театральной сцене и на телевидении.